# Liste der ägyptischen Botschafter in Chile
Die ägyptische Botschaft befindet sich an der Calle Dr Roberto del Rio 1871 in Providencia. Der ägyptische Botschafter in Santiago de Chile ist regelmäßig auch bei den Regierungen in La Paz und Lima akkreditiert.

## Botschafter
| Akkreditiert  | Name                       | Bemerkungen | ernannt von            | akkreditiert bei        | Posten verlassen |
| ------------- | -------------------------- | --- | ---------------------- | ----------------------- | ---------------- |
| 20. Jan. 1948 | Mohamed El Said Bey        | Ministre plénipotentiaire Sitz Buenos Aires                                                                              | Faruq                  | Alfredo Duhalde         |                  |
| 13. Sep. 1951 | Hassan Moharram Bey        | Ministre plénipotentiaire, Sitz Buenos Aires 1954: Gesandter in Brüssel                                                  | Faruq                  | Alfredo Duhalde         |                  |
| 24. Feb. 1954 | Mahmoud Moharram Hammad    | Ministre plénipotentiaire Sitz Buenos Aires, 1937: Chancelier du Consulat à Paris, 11. November 1967: Botschafter Ottawa | Muhammad Nagib         | Carlos Ibáñez del Campo |                  |
| 11. Jan. 1955 | Mahmoud Rachid             | Geschäftsträger | Muhammad Nagib         | Carlos Ibáñez del Campo | 27. Dez. 1955    |
| 7. Aug. 1957  | Moustafa Sadek Ahmed       | Ministre plénipotentiaire                                                                                                | Gamal Abdel Nasser     | Carlos Ibáñez del Campo |                  |
| 6. März 1975  | Salah Khalifa              | [ 3 ] | Anwar as-Sadat         | Augusto Pinochet        |                  |
| 1977          | Salah Khalifa              | | Anwar as-Sadat         | Augusto Pinochet        |                  |
| 25. Sep. 1980 | Salah Ezzat                | [ 4 ] | Anwar as-Sadat         | Augusto Pinochet        |                  |
| 17. Okt. 1984 | Abdel-Aziz Fahmy Omar      | [ 5 ] | Muhammad Husni Mubarak | Augusto Pinochet        |                  |
| 26. Okt. 1988 | Adel Ahmad El Samawi       | [ 6 ] | Muhammad Husni Mubarak | Augusto Pinochet        |                  |
| 29. Okt. 1992 | Mohamed Ahmad Abdel Wahab  | [ 7 ] | Muhammad Husni Mubarak | Patricio Aylwin Azócar  |                  |
| 13. Sep. 1994 | Mohamed Taalat Selmy       | [ 8 ] | Muhammad Husni Mubarak | Eduardo Frei Ruiz-Tagle |                  |
| 4. Nov. 1998  | Taher A. Khalifa           | (* 1943; † 6. November 2006 in London) studierte am Victoria College in Alexandria, 1997: Botschafter in Stockholm       | Muhammad Husni Mubarak | Eduardo Frei Ruiz-Tagle |                  |
| 3. Okt. 2001  | Samir M. Schouman          | [ 9 ] | Muhammad Husni Mubarak | Ricardo Lagos Escobar   |                  |
| 9. Sep. 2004  | Abd-El Mohsen Omar Makhion | [ 10 ] | Muhammad Husni Mubarak | Ricardo Lagos Escobar   |                  |
| 2006          | Mohamed Elsharif           | Geschäftsträger | Muhammad Husni Mubarak | Michelle Bachelet       |                  |
| 1. Aug. 2006  | Youssef Zaazaa Achraf      | [ 11 ] | Muhammad Husni Mubarak | Michelle Bachelet       |                  |
| 2010          | Hazem Ahdy Krairat         | [ 12 ] | Muhammad Husni Mubarak | Sebastián Piñera        |                  |